# Иван Господинов (учител)
Иван Господинов е български учител и представител на дигиталната образователна платформа Кан Академия за България. Председател е на сдружение „Образование без раници“.

## Биография
Роден е в Хасково през 1992 г. В периода 2014 – 2016 г. е учител по философия и немски език по програмата „Заедно в час“. Кандидат е за кмет на родния си град Хасково през 2015 г.
През 2015 г. придобива бакалавърска степен по философия от Университета в Лайпциг, а през 2017 г. – магистърска степен по образователни науки от Единбургския университет. Докторант е по философия на образованието към Католическия университет на Айхщет–Инголщат.
От 2015 г. е председател на управителния съвет и член на екипа на сдружение „Образование без раници“. Представител е на дигиталната образователна платформа „Кан Академия“ за България и е член на управителния съвет на Асоциацията за свобода в образованието.
През 2016 г. получава награда за иновации в образованието на ICT Media и е включен в списъка на Форбс България „30 под 30“.
От 2018 г. е учител по философия и гражданско образование в новосформираната гимназия за дигитални умения „СофтУни Светлина“ в София – първата частна гимназия за дигитални умения.